# Semlower Straße 9 (Stralsund)

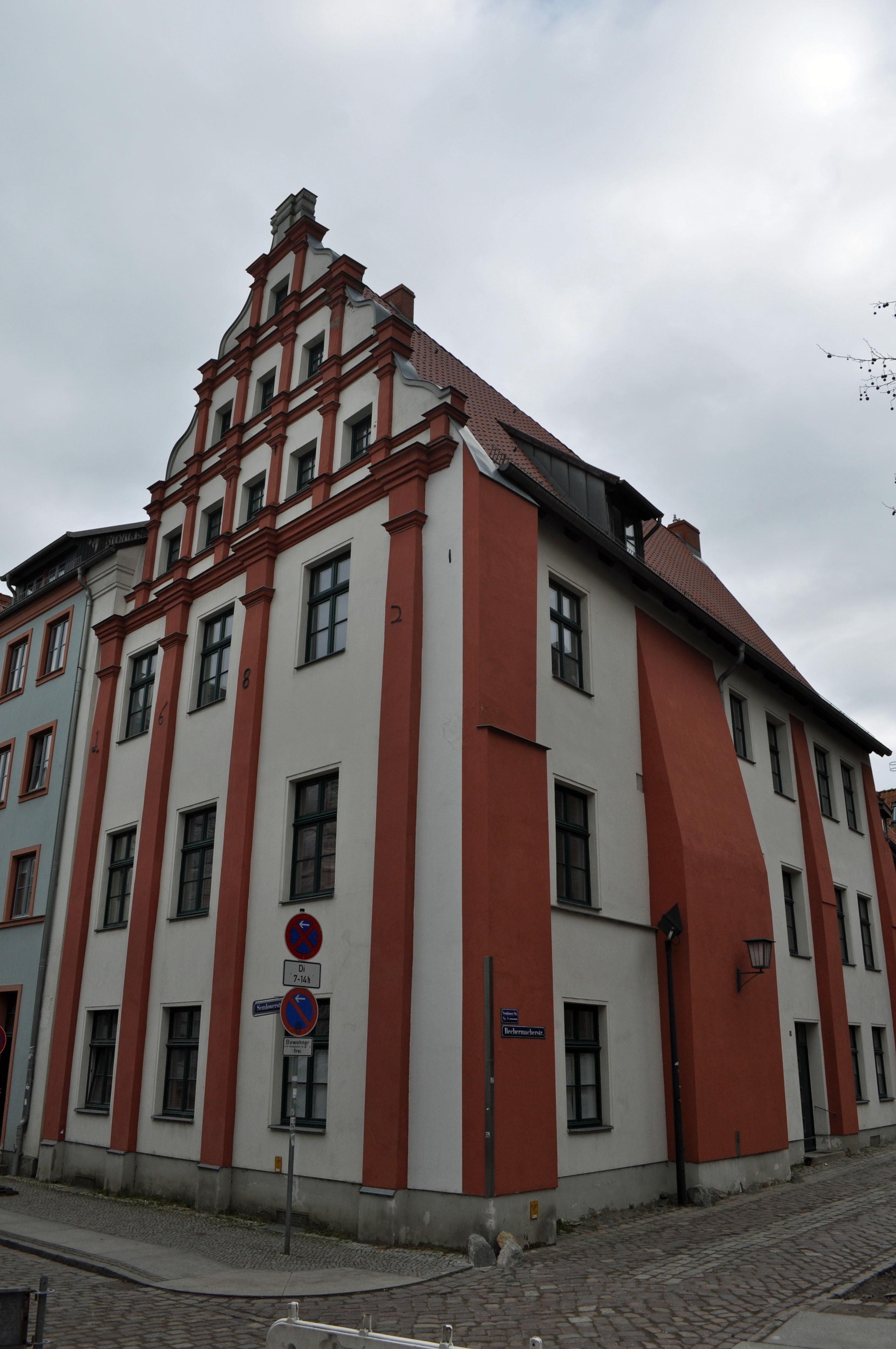
Das Haus Semlower Straße 9 in Stralsund (2012)

Das Gebäude mit der postalischen Adresse Semlower Straße 9 ist ein denkmalgeschütztes Bauwerk in der Semlower Straße in Stralsund, an der Ecke zur Bechermacherstraße.
Der dreigeschossige und zur Semlower Straße hin dreiachsige und giebelständige Putzbau wurde im Jahr 1682 errichtet, wobei mittelalterliche Bausubstanz einbezogen wurde. Das Haus Bechermacherstraße 2 war ursprünglich der Kemladen des Gebäudes.
Die Fassade weist in den drei Vollgeschossen Kolossalpilaster auf; auf der Höhe des zweiten Obergeschosses zeigen diese die Jahreszahl 1682. Der dreigeschossige Schweifgiebel zeigt eine geschosstrennende Pilastergliederung zwischen doppelten Gesimsen. Zur Bechermacherstraße prägen vier unterschiedlich stark ausgeführte Mauerwerkspfeiler die Ansicht.
Das Gebäude wurde beim Bombenangriff auf Stralsund am 6. Oktober 1944 beschädigt und in den Jahren 1959 bis 1962 saniert. Bei der Sanierung wurde der zuvor mittige Hauseingang in die Bechermacherstraße verlegt.
Das Haus liegt im Kerngebiet des von der UNESCO als Weltkulturerbe anerkannten Stadtgebietes des Kulturgutes „Historische Altstädte Stralsund und Wismar“. In die Liste der Baudenkmale in Stralsund ist es mit der Nummer 705 eingetragen.